# Union City (Kalifornia)
Union City – miasto w Stanach Zjednoczonych, w stanie Kalifornia, w hrabstwie Alameda. Według spisu ludności z roku 2010, w Union City mieszka 69 516 mieszkańców.

## Miasta partnerskie
- Chiang Rai, Tajlandia
- Jalandhar, Indie
- Pasay, Filipiny
- Santa Rosalía, Meksyk